# Šahr-e Gholghola
Šahr-e Gholghola (tudi Šahr-i Ghulghulah, perzijsko شهر غلغله, latinizirano: Šahr-i Ġulġula, dob. ''mesto upora'' ) je delno uničena islamska trdnjava v provinci Bamijan v osrednjem Afganistanu. Leta 1221 je Džingiskan popolnoma opustošil mesto in pobil prebivalce. Od 6. do 10. stoletja je bila na mestu današnje porušene trdnjave glavna naselbina takrat politično, vojaško in gospodarsko pomembnega mesta Bamijan. Od leta 2003 je UNESCO celotno kulturno krajino Bamijanske doline razglasil za svetovno dediščino.

## Geografija
Ostanki trdnjave iz 13. stoletja ležijo v bližini današnjega mesta Bamijan v Bamijanski dolinina nadmorski višini okoli 2400 metrov. Od današnjega mesta Bamijan je oddaljen približno 20 minut hoje.

## Zgodovina
Leta 1220 je imperij horezmskih šahov na severu tega kraja propadel pod napadi Mongolov pod vodstvom Džingiskana in šah Mohamed II. je med begom umrl. Da bi rešil očetovo dediščino, je Mohamedov najstarejši sin in naslednik Džalal ad-Din Mengübirti pobegnil iz Horezma na jugovzhod. Mongoli so ga zasledovali in prišli do Bamijana. Takratni vladar Bamijana Džalaludin je sprva branil trdnjavo, a ga je izdala lastna hči, ki je bila jezna zaradi očetove ponovne poroke. Oblegovalcem je razkrila skrivni vhod v upanju, da bo nagrajena z zaroko z mongolskim vladarjem. Po popolnem uničenju je minilo nekaj desetletij, preden je bilo mesto ponovno poseljeno.
Dokler jih marca 2001 niso uničili talibani, je bila Bamijanska dolina tudi dom kulturno in zgodovinsko dragocenih kipov Bude, ki so jih talibanske skupine leta 1997 želele razstreliti. Čeprav so politiki in vojska sprva to lahko preprečili s posredovanjem ZN, so talibanski neregularni pripadniki 12. marca 2001 razstrelili kipe po ukazu mule Mohameda Omarja.